# Campo e Tamel (São Pedro Fins)
Campo e Tamel (São Pedro Fins) (oficialmente: União das Freguesias de Campo e Tamel (São Pedro Fins)) é uma freguesia portuguesa do município de Barcelos, com 4,81 km² de área e 1509 habitantes (censo de 2021). A sua densidade populacional é 313,7 hab./km².

## História
Foi constituída em 2013, no âmbito de uma reforma administrativa nacional, pela agregação das antigas freguesias de Campo e Tamel (São Pedro Fins) e tem sede em Campo.

## Demografia
A população registada nos censos foi:
| Distribuição da População por Grupos Etários | Distribuição da População por Grupos Etários | Distribuição da População por Grupos Etários | Distribuição da População por Grupos Etários | Distribuição da População por Grupos Etários | Distribuição da População por Grupos Etários |
| -------------------------------------------- | -------------------------------------------- | -------------------------------------------- | -------------------------------------------- | -------------------------------------------- | -------------------------------------------- |
| Antes da agregação                           |                                              |                                              |                                              |                                              |                                              |
| Ano                                          | 0-14 anos                                    | 15-24 anos                                   | 25-64 anos                                   | >= 65 anos                                   | Total                                        |
| 2001                                         | 301                                          | 251                                          | 812                                          | 179                                          | 1543                                         |
| 2011                                         | 251                                          | 190                                          | 858                                          | 222                                          | 1521                                         |
| Após a agregação                             |                                              |                                              |                                              |                                              |                                              |
| Ano                                          | 0-14 anos                                    | 15-24 anos                                   | 25-64 anos                                   | >= 65 anos                                   | Total                                        |
| 2021                                         | 172                                          | 191                                          | 821                                          | 325                                          | 1509                                         |